# Тоголампі
Тоголампі (фін. Toholampi) — громада в провінції Центральна Пох'янмаа, Фінляндія. Загальна площа території — 616,88 км, з яких 8,45 км² — вода. 

## Демографія
На 31 січня 2011 в громаді Тоголампі проживають 3467 чоловік: 1741 чоловіків і 1726 жінок. 
Фінська мова є рідною для 99,51% жителів, шведська — для 0,03%. Інші мови є рідними для 0,46% жителів громади. 
Віковий склад населення: 
- до 14 років — 19,61%
- від 15 до 64 років — 60,63%
- від 65 років — 20,13%

Зміна чисельності населення за роками:  
| Рік  | Чисельність |
| ---- | ----------- |
| 1980 | 3967        |
| 1990 | 4087        |
| 2000 | 3797        |
| 2010 | 3480        |
| 2011 | 3467        |

## Відомі уродженці
- Альберт Гебгард (1869 — 1937) — фінський художник і скульптор.
- Пекка Юльгя (нар. 1955) — фінський скульптор.